# Alto Comissariado das Nações Unidas para os Refugiados
O Alto Comissariado das Nações Unidas para Refugiados (ACNUR) ou Agência da ONU para Refugiados (em inglês: United Nations High Commissioner for Refugees, UNHCR) é uma agência da Organização das Nações Unidas que atua para assegurar e proteger os direitos das pessoas em situação de refúgio em todo o mundo. Ela é governada pela Assembleia Geral das Nações Unidas e pelo Conselho Econômico e Social das Nações Unidas (ECOSOC).
Parte importante de sua atuação é garantir que os países compreendam e respeitem suas obrigações quanto à proteção adequada de refugiados e solicitantes de refúgio, já que o ACNUR não substitui a proteção que deve ser oferecida pelas autoridades nacionais.
Atualmente, o ACNUR auxilia cerca de 67 milhões de pessoas no mundo e possui mais de 460 escritórios espalhados por 130 países. Sua estrutura funciona com um orçamento anual de mais de US$ 7,5 bilhões *, que vem de doações feitas por países, indivíduos ou instituições privadas.

## História
O ACNUR foi criado em 14 de dezembro de 1950, a partir da resolução n. 428 da Assembleia Geral das Nações Unidas, para trabalhar ajudando refugiados europeus que perderam suas casas durante a Segunda Guerra Mundial. A agência iniciou sua atuação em janeiro de 1951.
O trabalho do ACNUR se fundamenta na Convenção das Nações Unidas relativa ao Estatuto dos refugiados, que estabeleceu o que é um refugiado e quais os direitos e deveres dessas pessoas, bem como dos Estados que as recebem. Essa Convenção foi adotada em 1951 e continua sendo a base da proteção internacional de refugiados até hoje, embora já tenha sofrido alterações, para mantê-la atualizada conforme o surgimento de diferentes situações de conflito e refúgio que não foram originalmente contempladas por ela.
Em 1967, foi adotado o Protocolo relativo ao Estatuto dos Refugiados, um complemento à Convenção que permitiu a expansão do mandato do ACNUR para além de apenas europeus afetados pela Segunda Guerra Mundial. Outra mudança importante aconteceu em 1995, quando o ACNUR passou a ser responsável também pela proteção de pessoas apátridas.
Por sua atuação, a agência já recebeu o Prêmio Nobel da Paz duas vezes, “por seus esforços para curar as feridas da guerra, fornecendo ajuda e proteção aos refugiados em todo o mundo”, em 1954, e “pela promoção dos direitos fundamentais dos refugiados”, em 1981.

## Atuação
O ACNUR atua em diversas frentes, incluindo proteção, soluções duradouras, campanhas e advocacy, coordenação, inovação, além de trabalhar com temas específicos como crianças, mulheres e mudanças climáticas.

### Proteção
Para defender os direitos básicos de refugiados e apátridas, o ACNUR atua para garantir a proteção - jurídica e concreta -  dessas pessoas, por meio de ações como envio de equipes de emergência a locais de crise, auxílio para deslocamento de pessoas ou fornecimento de abrigo, alimento e cuidados médicos. Além disso, o trabalho de proteção envolve ações mais indiretas, como auxílio e aconselhamento aos países para revisar suas respectivas legislações nacionais sobre refugiados, apoio a grupos de defesa dos direitos humanos e centros de ajuda a refugiados ou fortalecimento e capacitação de instituições governamentais da área.

### Soluções duradouras
Soluções duradouras são voltadas a permitir aos refugiados reconstruírem suas vidas. As principais delas são:
- integração local - que envolve, por exemplo, encontrar uma casa ou obter a nacionalidade do país de destino, além da integração social e cultural;
- reassentamento - a transferência do refugiado a um país que tenha aceitado recebê-lo de forma permanente e proteger seus direitos fundamentais; e
- repatriação voluntária - apoio no retorno do refugiado a seu país de origem, por meio do fornecimento de informações, auxílio para restituição de moradia, assistência jurídica, dentre outros.

Outras soluções duradouras são a reunião familiar e a assistência em dinheiro.

### Campanhas e advocacy
O trabalho de campanhas e advocacy do ACNUR visa influenciar políticas (governamentais ou não), serviços e leis que dizem respeito a pessoas refugiadas e apátridas, para assegurar que estejam em conformidade com o Direito Internacional e que sejam adequadas para protegê-los.

## Altos comissários
O posto de Alto Comissário das Nações Unidas para os Refugiados foi ocupado pelas seguintes personalidades:
- 1951-1956: Gerrit Jan van Heuven Goedhart, Países Baixos
- 1956-1960: Auguste R. Lindt, Suíça
- 1960-1965: Félix Schnyder, Suíça
- 1965-1977: Sadruddin Aga Khan, Irã
- 1978-1985: Poul Hartling, Dinamarca
- 1986-1989: Jean-Pierre Hocké, Suíça
- 1990 (jan-nov): Thorvald Stoltenberg, Noruega
- 1990-2000: Sadako Ogata, Japão
- 2001-2005: Ruud Lubbers, Países Baixos
- 2005-2015: António Guterres, Portugal
- 2016-atualidade: Filippo Grandi, Itália

## Funções do ACNUR no Brasil
- Trabalhar com a sociedade civil e refugiados para facilitar seu processo de integração por meio de uma rede nacional de apoio. As instituições que participam deste processo são a Caritas Rio de Janeiro, Caritas São Paulo, a Companhia de Jesus e a Sociedade Antônio Vieira em Porto Alegre. Por esta rede, é dada assistência legal, orientação social, são ministrados cursos de idioma para os que não falam português, além de assistência na procura por emprego e moradias.
- Participar das atividades e reuniões colegiadas do Comitê Nacional para os Refugiados (CONARE).